# Mindanaosiska
Mindanaosiska (Chrysocorythus mindanensis) är en fågelart i familjen finkar inom ordningen tättingar.

## Utbredning och systematik
Fågeln förekommer enbart i bergen Mount Katanglad och Mount Apo på Mindanao i södra Filippinerna. Den betraktas oftast som underart till bergsiska (Chrysocorythus estherae), men urskiljs sedan 2016 som egen art av Birdlife International och IUCN, sedan 2021 även av tongivande International Ornithological Congress (IOC).

## Status
Arten har ett begränsat utbredningsområde, men beståndet anses vara stabilt. Den kategoriseras av IUCN som livskraftig.